# Charles Manly

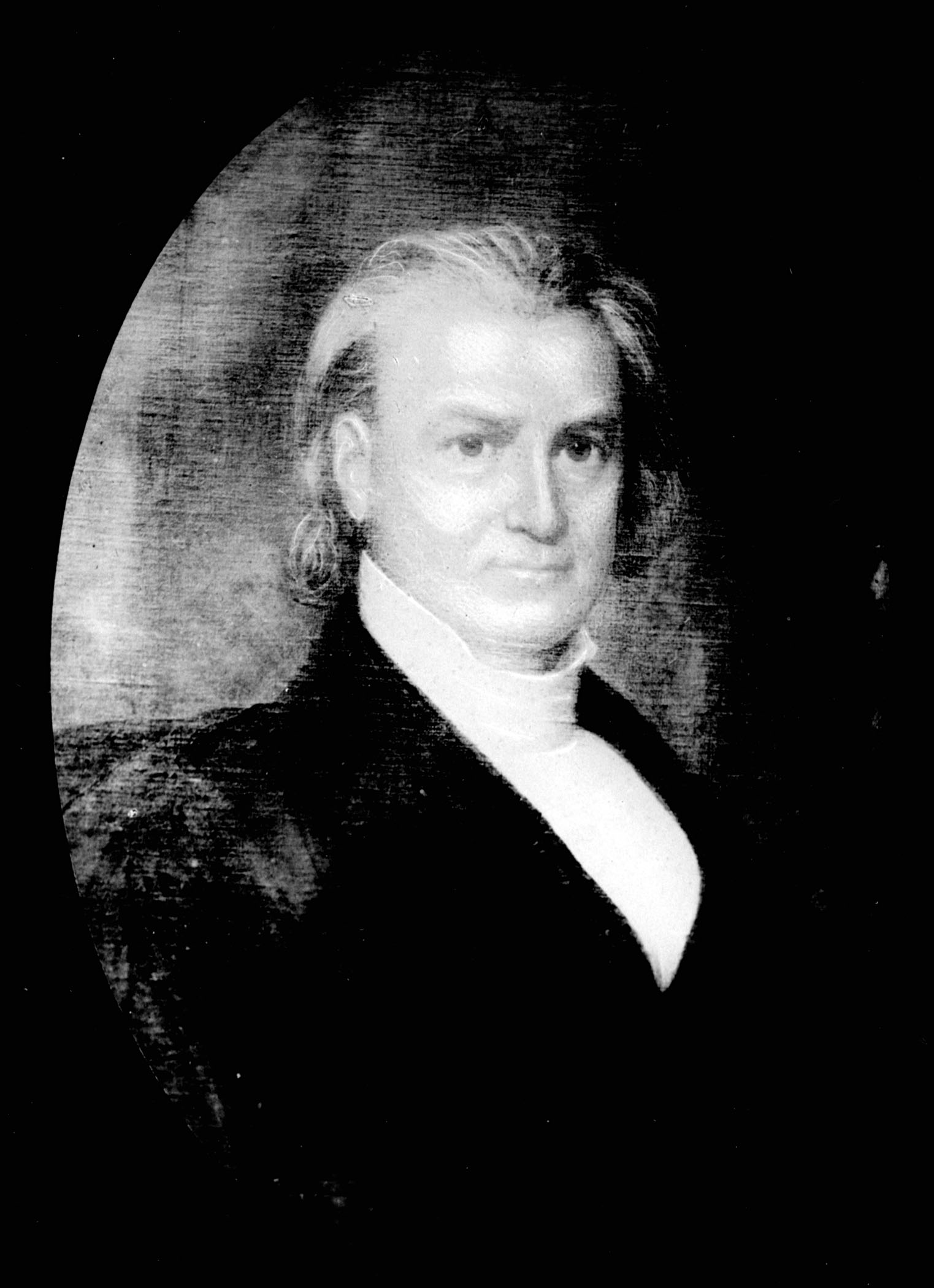
Charles Manly

Charles Manly (* 13. Mai 1795 im Chatham County, North Carolina; † 1. Mai 1871 in Raleigh, North Carolina) war ein US-amerikanischer Politiker und 31. Gouverneur von North Carolina.

## Leben
Manly besuchte die Pittsboro Academy und anschließend die University of North Carolina, die er 1814 erfolgreich abschloss. Anschließend studierte er Jura und wurde 1816 als Anwalt zugelassen. Im Jahr 1823 gehörte Manly zu einer Kommission, die in Washington, D.C. Detailfragen erörterte, die sich aus dem 1814 geschlossenen Frieden von Gent ergaben. Von 1831 bis 1841 und nochmals von 1844 bis 1847 war er in der Verwaltung des Abgeordnetenhauses von North Carolina beschäftigt. Zwischen 1821 und 1868 war er Mitglied des Kuratoriums der University of North Carolina. In diesem Gremium war er für die Finanzen zuständig.

## Politik
Im Jahr 1848 wurde er von der Whig Party zum Spitzenkandidaten der anstehenden Gouverneurswahl nominiert und anschließend bei der regulären Wahl gegen den Demokraten David Settle Reid auch gewählt. Seine zweijährige Amtszeit begann am 1. Januar 1849 und endete am 1. Januar 1851. Der Versuch einer Wiederwahl im Jahr 1850 scheiterte. Diesmal unterlag er gegen Reid. In seiner Amtszeit wurde die Infrastruktur des Landes gefördert und ein geologisches Gutachten in Auftrag gegeben um die Bodenschätze des Landes zu erkunden.
Nach seiner Abwahl 1850 zog er sich aus der Politik zurück. Er nahm seine Anwaltstätigkeit wieder auf und widmete sich wieder dem Kuratorium der University of North Carolina. Vor dem Bürgerkrieg trat er für den Verbleib North Carolinas bei der Union ein. Als dann aber der Krieg ausbrach und North Carolina sich dem Süden angeschlossen hatte, unterstützte er die Sache der Konföderation.
Manly starb im Mai 1871. Er war mit Charity Haywood verheiratet, mit der er elf Kinder hatte.